# Heliotropium keralense
Heliotropium keralense är en strävbladig växtart som beskrevs av Silvarajan och Manilal. Heliotropium keralense ingår i Heliotropsläktet som ingår i familjen strävbladiga växter. Inga underarter finns listade i Catalogue of Life.